# Замок Чорний (Міт)
Замок Чорний Дім в графстві Міт (англ. Blackcastle House) — замок Блеккастл-Хаус — один із замків Ірландії, розташований в графстві Міт, на пагорбі біля річки Бойн, недалеко від впадіння в річку Бойн річки Чорна Вода, біля селища Наван.

## Історія замку Блеккастл-Хаус
У 1389 році замок та садиба Блеккастл-Хаус була дарована Джону де Стенлі королем Англії Річардом ІІ. Джон де Стенлі потім продав замок та маєток графу Ормонд. Потім замок став власністю аристократичної родини ФітцГерберт. Зберігся документ 1722 року — угода між герцогом Ормонд та Вільямом ФітцГербертом щодо замку Блеккастл-Хаус, згідно якої власником маєтку та замку Блеккастл-Хаус стає Вільям ФітцГерберт та його спадкоємці.
Замок на той час був типовим будинком ірландського джентльмена. Замок був перебудований преподобним Дінієлем Бофортом у 1791 році для Джона Ракстона — другого сина Летиції ФітцГерберт, що успадкував замок Блеккастл-Хаус після її смерті. Джон Ракстон одружився з Маргарет Еджуорт в 1770 році. Маргарет була сестрою Річарда Довелла Еджуорта — винахідника та просвітителя, що був батьком Марії Еджуорт — письменниці, авторки романів «Замок Ракрент» та інших — дуже популярних в свій час. Марія Еджуорт часто зупинялась в замку Блеккастл-Хаус, відвідувала «тітоньку Ракстон» та кузена.
У нинішньому вигляді замок Блеккастл-Хаус був перебудований у 1828 році Річардом Ракстоном ФітцГербертом. Сер Вільям Вайлд в середині ХІХ століття описав замок як «квадратну сучасну будівлю, призначену для комфорту, а не для краси, але риси замку мальовничі і добре продумані, відкриваються навколо приємні краєвиди — ліси і луки».
Каталог і карта 1826 року зазначає, що замком володіє Тревор ФітцГерберт. На карті зустрічаються топоніми біля замку, які більше ніде не згадуються: Клуні, Чорні Пагорби, Кроканоар, Лумморог, Мейбстоун. Імена мешканців замку та маєтку в 1826 році: Джон, Пат, Джеймс Меладі, Х'ю Паудерлі, Мет'ю МакГунах, Джеймс Шерлок. Зазначається, що біля замку були 73 окремих ферми. Найбільшим орендарем був Джеймс Ейлмер — займав 255 акрів землі. Джеймс Морган (Мілль Морган) орендував 88 гектарів землі.
У 1940 році замок був реквізований для ірландської армії в зв'язку з очікуваним німецьким вторгненням в Ірландію. Армія лишалася в замку до кінця війни. Родина ФітцГерберт продала замок в 1946 році. У 1960 році замок продали знову. У 1980 році замок був закинутий, сталася пожежа у 1987 році, що майже повністю знищила замок.
У 1999 році були проведені археологічні розкопки на території замку.